# Moncel-sur-Vair
Moncel-sur-Vair é uma comuna francesa na região administrativa de Grande Leste, no departamento de Vosges. Estende-se por uma área de 7,3 km². Em 2010 a comuna tinha 203 habitantes (densidade: 27,8 hab./km²).